# Patrick Hamilton (martyr)
Patrick Hamilton, född 1504, död 29 februari 1528, var en skotsk teolog och martyr. Han var brorson till James Hamilton, 1:e earl av Arran.
Patrick Hamilton blev den förste lutherske martyren i Skottland. Under sin studietid i Paris påverkades han av Erasmus av Rotterdam och Martin Luther, och efter att vid sin hemkomst till Edinburgh 1523 ha bekänt sin Lutherska tro tvingades Hamilton 1527 fly till Tyskland. Under sin tid här lärde han personligen känna Luther och Philipp Melanchthon. Återkommen till Skottland blev Hamilton 1528 bränd för sin reformatoriska propaganda.